# Rea (Italia)
Rea (Réa in dialetto locale) è un comune italiano di 398 abitanti della provincia di Pavia in Lombardia.
Situato nell'Oltrepò pavese a 17 km a sud di Pavia, sulla destra del Po.

## Storia
Rea è nota dal XIII secolo tra le località del territorio pavese. La vicinanza al Po, fiume dal corso perennemente mutevole e soggetto a piene disastrose, condizionò pesantemente l'esistenza del paese, che appare infatti di aspetto moderno (la pianta del paese, solo due secoli fa, appariva sensibilmente diversa). Tuttavia, a differenza di molti altri paesi lungo il fiume, non fu mai completamente distrutto né si trovò sull'altra riva, essendo appartenuto sempre (da che se ne ha memoria) all'Oltre Po. Il Po, nei suoi continui mutamenti, si trovò a volte a nord, a volte a est e a volte a ovest (come è oggi) del paese: nel XVII secolo, per esempio, esso scorreva tra Rea e Verrua, mentre un vasto territorio oggi nel Siccomario, denominato Rotto di Rea, apparteneva all'Oltre Po e faceva capo a Rea.
Sembra che nel XIII secolo facesse capo al feudo (podesteria o squadra) di Broni, ma successivamente entrò a far parte di quello di Casteggio, del quale rappresentava il limite settentrionale. Probabilmente all'inizio del XVI secolo ne fu staccato; apparteneva allora in gran parte ai Beccaria del Mezzano, ma non è chiaro se essi ne fossero i feudatari. Nel XVIII secolo il comune di Rea comprendeva anche Bressana, ma all'inizio del successivo esso fu unito ad Argine (sua attuale frazione).
Nel 1929 il comune di Rea fu soppresso e unito a Verrua Po; fu ricostituito nel 1954.
Rea faceva parte della diocesi di Piacenza fino al passaggio di tutto l'Oltrepò pavese alla diocesi di Tortona (Giacomo Coperchini Pc.), come risulta dalle Rationes Decimarum della diocesi di Piacenza.

### Simboli
Il comune non ha ancora adottato un proprio emblema.

## Società

### Evoluzione demografica
Abitanti censiti

## Economia
L'economia del comune è basata sulla produzione agricola, le aziende artigiane e l'industria della carta